# 小野寺麻理子
小野寺麻理子（日语：／ Onodera Mariko，1973年2月22日—），日本女性前配音員。出身於大阪府。曾隸屬於青二Production，但於1995年引退。
此外，她與杜克更家的認證造型師小野寺MARIKO（本名：小野寺麻理子，發音相同）是同姓不同人。

## 人物
小野寺麻理子很喜歡電視動畫《機動戰士鋼彈》，中學時期她第一次了解到配音員這個職業時，覺得是一個很棒的工作，並一直嚮往。
然而，那時的她從未想過自己想成為什麼，或是自己會成為什麼。
高中3年級即將畢業時，朋友告訴她大阪府有一所青二塾大阪分校。
當時，她住在大阪府，覺得東京只有一所這樣的學校，但後來她的一個朋友告訴她，一個月後會有一個試鏡，她想也許是這個學校在呼喚她。當時，她有一種命運般的相遇的感覺，並想說應該嘗試一下，所以她作為第9期生進入了並青二塾大阪校。
小野寺作為配音員出名的時間很短，但當時正值日本第三次聲優熱潮，作為新人配音員，有很多機會登上配音雜誌。
特別是當小野寺受邀做廣播節目《青春Radimenia》的嘉賓時，主持人岩崎和夫評論道「我從她身上感受到了風」，暗示小野寺將成為引領配音界的大人物。然而，就在該評論發表幾個月後，小野寺作為配音員主要在遊戲裡的角色增加了，此時她宣布引退，結束了短短兩年的配音生涯。當時，岩崎在節目中再次提到小野寺，並評論道「很遺憾，因為我有很高的期望，但我猜她有自己的想法」。
她引退的具體原因不得而知，但據說主要原因是和父母在一起。小野寺一開始想成為一名配音員就遭到了父母（尤其是母親）的強烈反對，她在臨近引退休接受一家雜誌採訪時表示，她的父母不情願地接受了一個妥協的解決方案，說「不准我一個人住，而且我父親也和我住在一起」「（作為配音員）只能當兩年」。
資格、執照：小學教師二級執照。
有四個哥哥。

## 演出
粗體字表示主要角色。

### 電視動畫
- 七海的堤可（1994年，女孩子）
- 美少女戰士S（1994年，捐血車廣播）
- 橘子醬男孩（1994年，麻理、護士、高瀨彌生的朋友、女性顧客）
- 美少女戰鬥隊（1994年，奈奈）
- 動畫世界的童話（日语：世界名作童話シリーズ ワ〜ォ!メルヘン王国）（1995年，皮利珀特公主）

### 電影動畫
- 鐵拳對鋼拳 1993（1993年，女高中生B）
- 劇場版 美少女戰士S（1993年，雪中舞者）

### OVA
- 兵蜂PARADISE WinBee的1/8恐慌（1993年，久美子）
- 聖未加江羅學院漂流記II（日语：聖ミカエラ学園漂流記）（1994年，青池久美）
- （1995年，女學生B）
- 3×3 EYES -聖魔傳說-（1995年）
- 美幸夢遊仙境（日语：不思議の国の美幸ちゃん）（1995年）
- Private eye dol（日语：プライベート・アイ・ドル）（1995年，梅·史塔）

### 遊戲
- 同級生（1995年，田中美沙）[注 2]
- 鬥神傳2（日语：闘神伝）（1995年，大師）
- 龍騎士&塗鴉（日语：ドラゴンナイト）（1995年，梅爾）
- Private eye dol（日语：プライベート・アイ・ドル）（1995年，梅·史塔）[注 3]
- 摔角天使 雙重衝擊（日语：レッスルエンジェルス）（1995年，幻影珠理、咪咪吉原、澤登真美）
- 天使塗鴉 ～為你而設～（1996年，島津瀨里）[注 4]

### 廣播劇CD
- 同級生2 回憶迷你劇院（1995年，田中美沙）

### 動畫CD
- 極上瘋狂大射擊（日语：極上パロディウス 〜過去の栄光を求めて〜）（小茜）
- 東京電機 KIRAKIRA合唱團 THE TV SHOW

### 錄影帶
- VOICE ACTOR SUPER Vol.1

## 音樂作品
- Person（1995年7月25日）

## 腳註

## 外部連結
- 小野寺麻理子 （日語）—oricon
- 小野寺麻理子 （日語）—allcinema（日语：allcinema）